# Монополістична конкуренція
Монополістична конкуренція — тип ринкової структури недосконалої конкуренції, де продавці, які володіють ринковою владою диференційованого продукту, конкурують за обсяг продажу. Це поширений тип ринку, найбільш близький до досконалої конкуренції. Монополістична конкуренція є не тільки найпоширенішою, але й найважчою для вивчення формою галузевих структур. Для такої галузі не може бути побудовано точної абстрактної моделі, як це можна зробити у випадках чистої монополії й чистої конкуренції. Багато чого залежить від конкретних деталей, що характеризують продукцію і стратегію розвитку виробника, передбачити які практично неможливо, а також від природи стратегічного вибору, що є у фірм цієї категорії.
Тому більшість підприємств світу можна назвати монополістично конкурентними.

## Визначення
Основи теорії монополістичної конкуренції заклав Едвард Чемберлін у виданій в 1933 році книзі «Теорія монополістичної конкуренції».
Монополістичну конкуренцію характеризують тим, що кожна фірма в умовах диференціації продукції володіє деякою монопольною владою над своїм товаром: вона може підвищувати або ж знижувати ціну на нього незалежно від дій конкурентів. Однак ця влада обмежується як наявністю досить великої кількості виробників аналогічних товарів, так і значною свободою входу в галузь інших фірм.

## Ознаки ринку
Ринок з монополістичною конкуренцією характеризують такими ознаками:
- Ринок складається з великої кількості незалежних фірм і покупців, але не більшої, ніж за досконалої конкуренції.
- Невеликі бар'єри для проникнення в галузь. Це не означає, що відкрити монополістичну конкурентну фірму легко. Також є такі труднощі, як проблеми з оформленням реєстрацій, патентів та ліцензій.
- Щоб вижити на ринку в довгостроковому періоді, монополістично конкурентній фірмі потрібно виробляти різнорідну, диференційовану продукцію, що відрізняється від тієї, яку пропонують фірми-конкуренти. Диференціація може бути горизонтальною або вертикальною. Причому продукти можуть відрізнятися однією або ж низкою властивостей.
- Досконала інформованість продавців і покупців про умови ринку.
- Переважно нецінова конкуренція, украй незначно може впливати на загальний рівень цін.

## Диференціація продукції
Диференціація продукції — ключова характеристика такої ринкової структури. Вона передбачає наявність у галузі групи продавців (виробників), що випускають близькі, але не однорідні за своїми характеристиками товари, тобто товари, які не є досконалими замінниками.
Диференціація продукції може бути заснована на:
- Фізичних характеристиках товару.
- Місці розташування.
- «Уявних» відмінностях, пов'язаних з упакуванням, торговою маркою, репутацією фірми, рекламуванням.

Крім того, диференціацію інколи поділяють на горизонтальну і вертикальну:
- Вертикальна заснована на поділі товарів за якістю або якогось іншого подібного критерію, умовно на «погані» і «хороші».
- Горизонтальна передбачає, що приблизно за рівних цін покупець ділить товари не на погані-хороші, а на відповідні і невідповідні до його смаку.

Диференціація товарів створює можливість обмеженого впливу на ринкові ціни, оскільки багато споживачів зберігає прихильність до конкретної марки і фірми навіть унаслідок невеликого підвищення цін. Однак такий вплив буде порівняно невеликим через схожість товарів конкурентних фірм. Перехресна еластичність за попитом між товарами монополістичних конкурентів є досить високою. Крива попиту має невеликий негативний нахил (на відміну від горизонтальної кривої попиту за досконалої конкуренції) і її також характеризують високою еластичністю попиту за ціною.

## Рівновага фірми монополістичного конкурента
У короткостроковому періодіМонополістичні конкуренти не мають значної монопольної влади, тому динаміка попиту буде відрізнятися від попиту монополії. Через те, що на ринку існує конкуренція, у разі підвищення ціни на продукцію першої фірми споживачі будуть звертатися до іншої, тому попит на продукцію кожної з фірм буде еластичним. Рівень еластичності буде залежати від ступеня диференціації, яка є чинником прив'язування до продукції кожної з фірм. Оптимальний обсяг виробництва кожної фірми визначається аналогічно випадку чистої монополії.
У довгостроковому періодіУ довгостроковому періоді, як і в разі досконалої конкуренції, наявність економічного прибутку зумовлюватиме притік у галузь нових фірм. Зі свого боку пропонування буде збільшуватися, рівноважна ціна зменшуватися, а величина прибутку скорочуватися. У кінцевому підсумку настає ситуація, коли фірма, яка останньою ввійшла на ринок не отримує економічного прибутку. Єдиною можливістю збільшити прибуток є збільшення диференціації продукції. Однак у довгостроковому періоді, у разі відсутності законодавчих бар'єрів конкурентні фірми матимуть можливість скопіювати ті напрями диференціації, які збільшують прибуток. Тому передбачать, що фірми будуть перебувати в порівняно однакових умовах.

## Монополістична конкуренція й ефективність
Як і в разі з монополією, монополістичний конкурент володіє монопольною владою, яка дає змогу через створення штучного дефіциту підвищувати ціни на продукцію. Однак, на відміну від монополії, ця влада виникає не через бар'єри, а через диференціації. Монополістичний конкурент не старається мінімізувати витрати, і через те, що крива середніх витрат (AC) позначає певну технологію, це говорить про те, що фірма недовикористає наявні обладнання (тобто вона має надлишкові потужності).
З точки зору суспільства це неефективно, тому що частину ресурсів не використовують. Водночас наявність надлишкових потужностей створює умови для диференціювання. Унаслідок цього споживачі мають можливість купувати різноманітні блага відповідно до свого смаку, тому суспільству потрібно зіставляти задоволення від різноманітності, з платою, що полягає в менш ефективному використанні ресурсів. Найчастіше суспільство схвалює існування монополістичної конкуренції.